# Helmut Reichmann
Helmut Reichmann (* 23. Dezember 1941; † 10. März 1992) war ein deutscher Segelflieger, dreimaliger Segelflug-Weltmeister und zusammen mit Barron Hilton Gründer des Barron Hilton Cups. Er war seit 1989 Professor für Kunst (Fachrichtung „Experimentelle Plastik“) an der Hochschule der Bildenden Künste (HBK) Saar und in den 80er Jahren Professor für Design an der Fachhochschule des Saarlandes in Saarbrücken im Fachbereich Produkt-Design und Gründungsmitglied der Akaflieg Saarbrücken.

## Leben
Reichmann begann 1958 als Jugendlicher mit der Ausbildung zum Segelflugpiloten und wurde innerhalb weniger Jahre zu einem der besten und bekanntesten deutschen Segelflieger. So wurde er 1965 Deutscher Juniorenmeister, 1968, 1971 und 1973 Deutscher Meister, 1970 und 1974 Weltmeister in der Standardklasse (1970 mit der LS1-c und 1974 mit dem Prototyp LS2 der Firma Rolladen Schneider) sowie 1978 Weltmeister in der FAI-15-Meter-Klasse (mit der SB 11 der Akaflieg Braunschweig).
Darüber hinaus trainierte er ab 1973 die deutsche Nationalmannschaft und war Autor der beiden Bücher Streckensegelflug (hervorgegangen aus seiner sporttheoretischen Dissertation an der Philosophischen Fakultät der Universität Karlsruhe) und Segelfliegen – die praktische Ausbildung, die noch heute zu den Standardwerken für die Ausbildung zum Segelflugpiloten zählen.
Der Bundespräsident verlieh ihm am 14. Mai 1971 das Silberne Lorbeerblatt. Am 2. Juli 1979 wurde er mit dem Saarländischen Verdienstorden ausgezeichnet.
Am 10. März 1992 verunglückte Helmut Reichmann während des Nationalmannschafts-Trainings tödlich beim Zusammenstoß mit einem anderen Flugzeug in den südfranzösischen Alpen. Reichmann war Mitinitiator des Segelflug-Landesleistungszentrums Marpingen, betrieben durch den Luftsportverband des Saarlandes, Aeroclub Saar, das nach seinem Tod nach ihm benannt wurde.

## Zitat
„Der Wunsch nach freier Bewegung im Raum, der alte Traum des Fliegens, hat im Segelflug sicher seine schönste Erfüllung gefunden. Dem Segelflieger offenbart die Natur eine Welt, die noch vor Jahrzehnten unerreichbar schien. Eine Welt gewaltiger Kräfte, sanft oder wild, großartig und geheimnisvoll. Er verbündet sich mit ihr, fliegt in ihr, versucht sie zu ergründen und ihre Dynamik zu nutzen. Die Last des Alltäglichen bleibt weit unten zurück, erscheint klein und unbedeutend, die Flügel machen frei.“

## Werke
- Streckensegelflug. Motorbuch Verlag, Stuttgart, ISBN 978-3-613-02479-3
- Segelfliegen. Die praktische Ausbildung. Motorbuch Verlag, Stuttgart, ISBN 978-3-87943-660-6